# Qiantu Motor

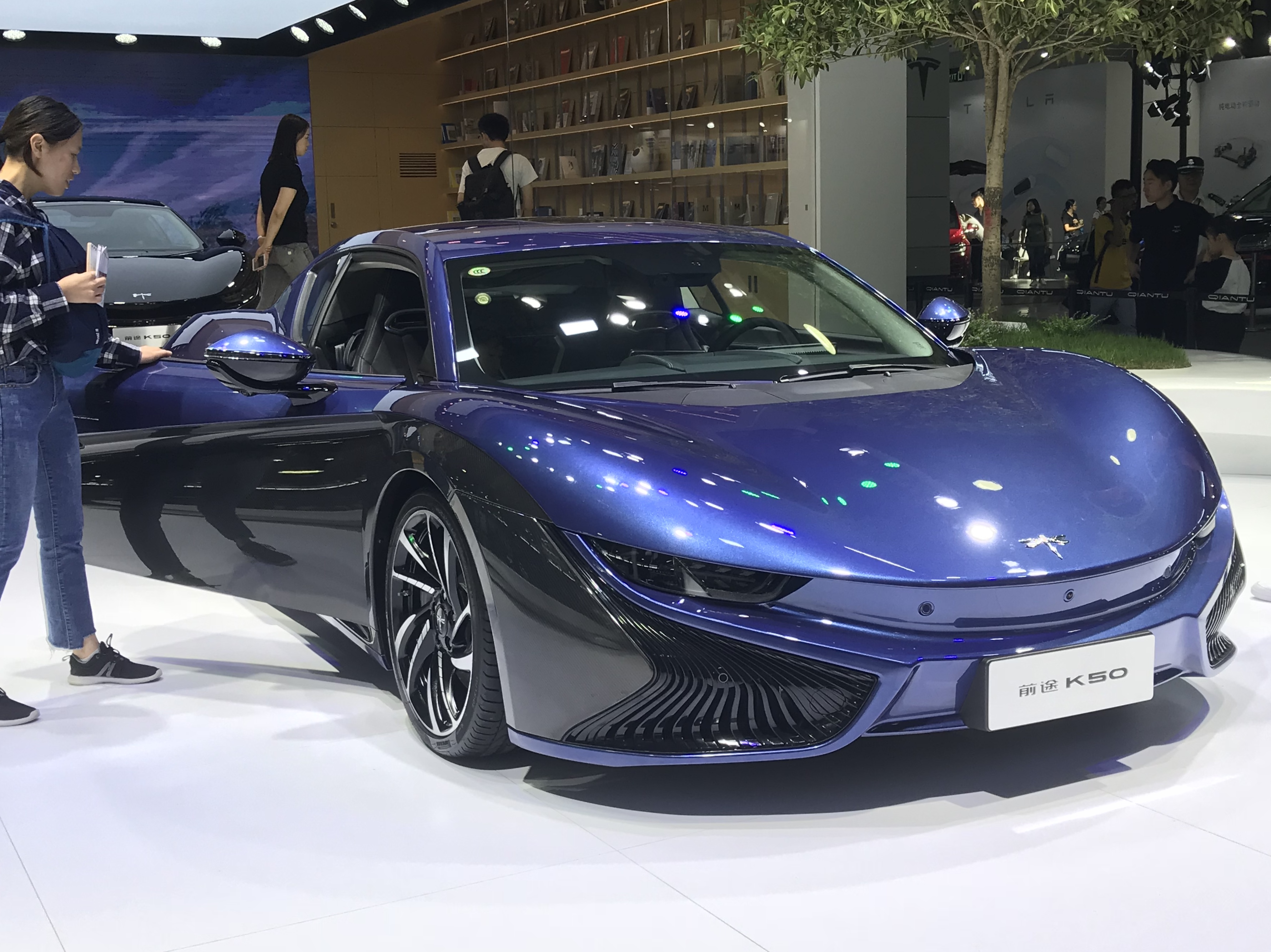
Qiantu K50

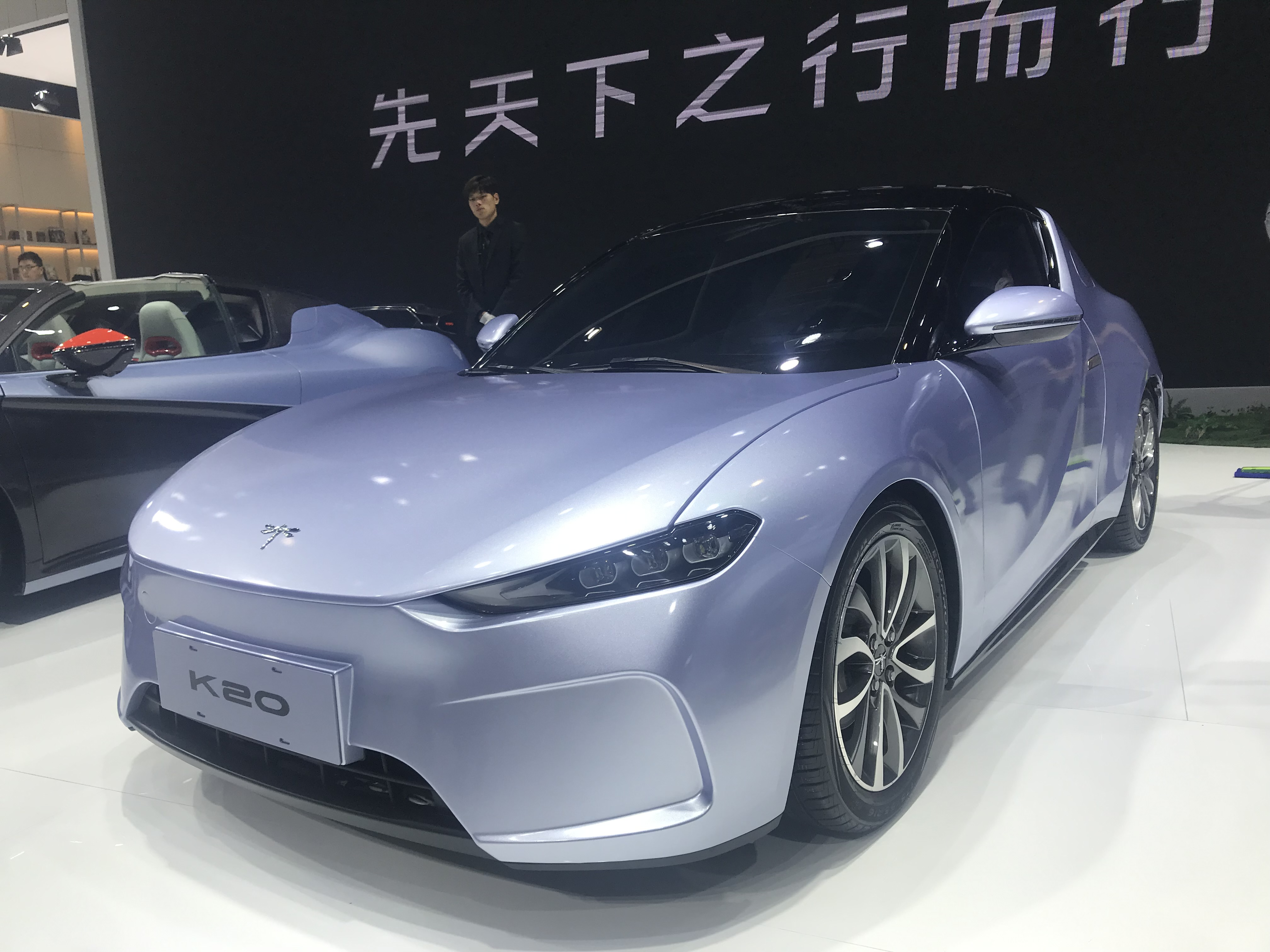
Qiantu K20

Qiantu Motor ist ein chinesischer Hersteller von Elektro-Sportwagen mit Sitz in Suzhou, tätig seit 2015. Es gehört dem chinesischen Unternehmen Beijing Great Wall Huaguan Automobile Technology Co., Ltd. Der Markenname ist Qiantu.

## Geschichte
Im Jahr 2010 beschloss der chinesische Ingenieur und Manager Lu Qun, der in den 1990er Jahren bei Beijing Automobile Works arbeitete, gemeinsam mit seinen Geschäftspartnern die Beijing Great Wall Huaguan Automobile Technology Co., Ltd. zu gründen. Das Ziel war es, den ersten Chinesen Automobil Sportwagen mit einem reinen Elektro-Antrieb zu konstruieren. Während der Shanghai Auto Show 2015 präsentierte die Marke Qiantu ihr erstes Serienfahrzeug unter dem Namen des zweitürigen, zweisitzigen Coupé K50 in Form eines Vorserienprototyps. Ein Jahr später, während der Shanghai Auto Show 2016, wurde die finale, serienreife Version des Fahrzeugs präsentiert, dessen Produktion im Werk in Suzhou im Jahr 2017 begann.
Auf der Beijing Auto Show 2018 stellte Qiantu Motor zwei neue Prototypen vor und kündigte einen Luxus-Grand-Tourer namens Concept 1 und einen kleinen Sportwagen namens K20 an. Ein Jahr später präsentierte Qiantu auf der nächsten Ausgabe der Hauptstadtausstellung China zwei weitere neue Studioankündigungen neuer Modelle, die das Portfolio des Herstellers künftig ergänzen sollen – K25 und Concept 2. Im Dezember 2018 gab Qiantu bekannt, dass das Unternehmen neben seinem Inlandsmarkt Chinesisch auch mit dem Verkauf auf dem Amerikanischen Markt beginnen will. Im April 2019 gab der Hersteller bekannt, dass K50 in Zusammenarbeit mit dem kalifornischen Unternehmen Mullen Technologies angeboten wird. Das für diesen Markt konzipierte Fahrzeug soll nach Fertigstellung der Produktionsanlagen in Brea unter dem Namen Mullen Dragonfly an Kunden ausgeliefert werden. was jedoch letztendlich nicht umgesetzt wurde und Qiantu Motors selbst in die Krise geriet. Im November 2020 stellte das Unternehmen die Produktion des unbeliebten K50 nach zwei Jahren ein und stellte den Betrieb ein.
Im Juni 2022 nahm Qiantu nach zweijähriger Pause den Betrieb wieder auf, präsentiert sein zweites Serienmodell, eine Weiterentwicklung des K20 Concept-Prototyps von 2018. Das Auto hatte die Form eines erschwinglichen Stadt-Fließheckmodells mit vollelektrischem Antrieb und wurde unmittelbar nach seiner Premiere nur auf dem chinesischen Markt verkauft. Das Unternehmen kündigte Pläne zur Umstrukturierung seiner Geschäftstätigkeit an und plant, seine Modellpalette zu erweitern und seine Aktivitäten auf ausländische Märkte auszudehnen.

## Automodelle

### Derzeit produziert
- K20

### Historisch
- K50 (2018–2020)

### Studien
- Qiantu K50-Konzept (2015)
- Qiantu-Konzept 1 (2018)
- Qiantu K20-Konzept (2018)
- Qiantu Concept 2 (2019)
- Qiantu K25-Konzept (2019)